# Stride piano
Harlem stride piano, stride piano nebo jen stride je jazzový hudební styl, který se vyvinul z  ragtimu. Levá ruka hraje většinou basový tón, oktávu, decimu na těžké době a akord na době lehké. Často se také využívá přerušovaného basu, tedy přesunutí akordu či basového tónu na jinou dobu. Na rozdíl od ragtimu se ve stride pianu využívá více okrajových částí klaviatury, skoky v levé ruce jsou větší a i předpoklady pro hru jsou náročnější (ve stridu je téměř výhradně používána decima – kupříkladu roztažení levé ruky od C1 do E2). Stride je možné hrát v rychlém tempu, tak rovněž i v pomalém, bluesovém tempu. Stride piano představuje vrchol hraní na piano v jazzové hudbě.

## Představitelé
Nejznámějším představitelem stridu je „vynálezce“ stride piana James Price Johnson. Složil skladby jako Carolina Shout, You've got to be modernistic. Jeho skladba The Charleston, která zazněla na Broadwayi v roce 1925 v představení Runnin' Wild, způsobila naprostou senzaci a ovlivnila hudbu v celých dvacátých letech. Jeho žákem byl Fats Waller.
Thomas "Fats" Waller byl původně varhaník. Na rozdíl od Jamese P. Johnsona Fats podporoval improvizaci, větší volnost ve hře a obecné uvolnění řádu, který ve stridu z počátku panoval následkem původu z ragtimu. Skladby jako Ain't Misbehavin', Handful of Keys.